# Nueva Italia

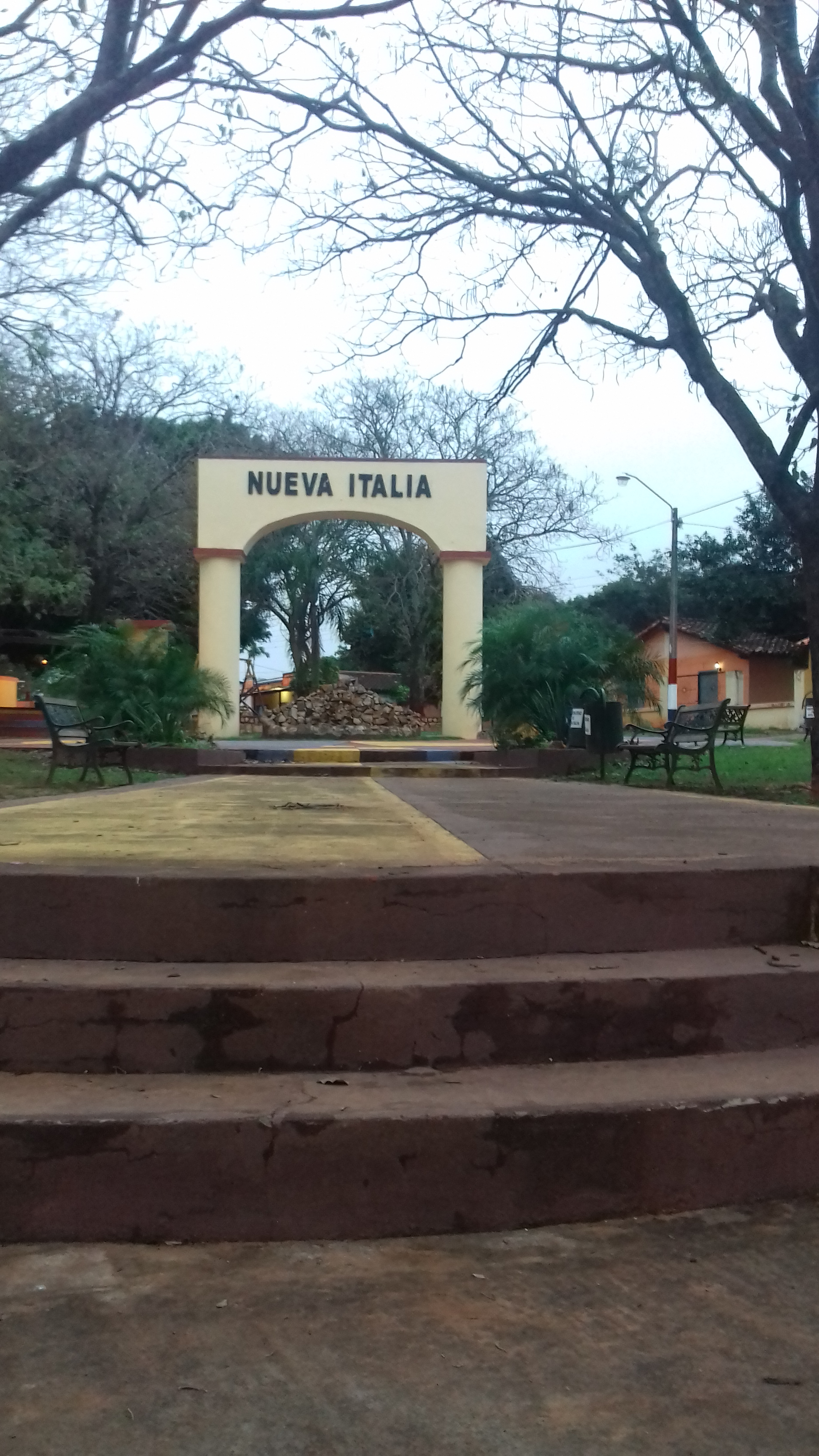
Nueva Italia

Nueva Italia é uma cidade do Paraguai, Departamento Central.

## Transporte
O município de Nueva Italia é servido pelas seguintes rodovias:
- Caminho em pavimento ligando a cidade ao município de Villeta [1][2][3]